# Theodore F. MacManus
Theodore F. MacManus (1872–1940) fue un publicista y empresario estadounidense. Nació en 1872 en Buffalo, Nueva York. Empezó a trabajar a los quince años como chico de oficina. A los dieciséis, se convirtió en editor de un periódico local y ascendió a editor gerente a los diecinueve años. Unos años más tarde, después de ser gerente de publicidad en unos grandes almacenes, pidió un préstamo de 500 dólares y abrió una oficina para dedicarse por entero al negocio de la publicidad.

### Carrera como publicista y copywriter
Como copywriter (redactor publicitario), revolucionó el sector de los coches de lujo con su trabajo para la General Motors, escribiendo anuncios de gran éxito para marcas como Cadillac, Chrysler o Dodge. Cuando Leo Burnett fue contratado por Cadillac en 1917, MacManus se convirtió en su mentor publicitario.
En 1927, fundó su propia empresa de publicidad, la Agencia MacManus. En 1934 se convirtió en MacManus, John & Adams y más tarde en D'Arcy MacManus Benton & Bowles, hasta que se conoció como MacManus Group.
Su anuncio más conocido, considerado como una de las piezas más inspiradoras de la literatura publicitaria, se titula La penalización del liderazgo. Se publicó solo una vez, el 2 de enero de 1915, en el The Saturday Evening Post. Era un anuncio que solo contenía texto, sin una sola fotografía, y fue creado como respuesta a una campaña de uno de sus competidores que criticaba los problemas de calidad del nuevo modelo V15 Touring de Cadillac.
Elvis Presley colgó dicho anuncio años más tarde en una pared de su mansión de Graceland, sugiriendo que lo describía bien. 

### La penalización del liderazgo
Este es el texto del anuncio que MacManus escribió para Cadillac y que se ha convertido en un referente del copywriting (redacción publicitaria) ampliamente conocido en las agencias de publicidad de EE. UU.

En todos los campos del quehacer humano, el que es el primero debe vivir perpetuamente en la luz blanca de la publicidad. Ya sea que el liderazgo recaiga en un hombre o en un producto manufacturado, la emulación y la envidia siempre están presentes. En el arte, en la literatura, en la música, en la industria, la recompensa y el castigo son siempre los mismos.
La recompensa es el reconocimiento generalizado; el castigo, la negación feroz y la detracción.
Cuando la obra de un hombre se convierte en un estándar para todo el mundo, también se convierte en un blanco para los pozos de unos pocos envidiosos.
Si su obra es mediocre, se quedará severamente solo; si logra una obra maestra, le dará alas a un millón de lenguas. Los celos no sobresalen de su lengua bífida hacia el artista que produce una pintura común. Cualquiera que sea lo que escriba, o pinte, o toque, o cante, o construya, nadie se esforzará por superarlo o calumniarlo a menos que su trabajo sea sellado con el sello del genio.
Mucho, mucho después de que se haya hecho una gran obra o una buena obra, los que están decepcionados o envidiosos, siguen gritando que no se puede hacer. Pequeñas y resentidas voces en el campo del arte se alzaron contra nuestro propio Whistler como un mountback, mucho después de que gran parte del mundo le hubiera aclamado. Multitudes se congregaron en Bayreuth para adorar en el santuario musical de Wagner, mientras que el pequeño grupo de aquellos a los que había destronado y desplazado argumentaba airadamente que no era músico en absoluto. El pequeño mundo continuó protestando que Fulton nunca podría construir un barco de vapor, mientras que el gran mundo acudía en masa a las orillas del río para ver el vapor de su barco.
El líder es atacado porque es un líder, y el esfuerzo por igualarlo es una prueba más de ese liderazgo. Si no logra igualar o sobresalir, el seguidor busca despreciar y destruir, pero sólo confirma una vez más la superioridad de aquello que se esfuerza por suplantar.
No hay nada nuevo en esto.
Es tan viejo como el mundo y tan viejo como las pasiones humanas: la envidia, el miedo, la codicia, la ambición y el deseo de superar. Y todo esto no sirve para nada. Si el líder realmente lidera, sigue siendo el líder. Maestro-poeta, maestro-pintor, maestro-obrero, cada uno a su vez es asaltado, y cada uno mantiene sus laureles a través de los tiempos. Lo que es bueno o grande se da a conocer, no importa cuán fuerte sea el clamor de la negación. Lo que merece vivir, vive.

### Vida personal
Estaba casado con Alice Holdridge MacManus. Tuvieron seis hijos.
La familia vivió en la mansión Stonycroft de Bloomfield Hills, en el Estado de Míchigan. Theodore murió en su casa de verano de Sudbury, Ontario, en 1940. En su obituario se señaló, como curiosidad, que este gran pionero de la publicidad del sector automovilístico nunca aprendió a conducir.

## Libros
- MacManus, Theodore F. (1927). The Sword Arm of Business.
- MacManus, Theodore F. (1929). Men, Money and Motors.